# Регион: экономика и социология
«Регион: экономика и социология» — всероссийский научный журнал, издается в г. Новосибирск. Издание основано в 1993 г. Учредителями журнала являются СО РАН, Институт экономики и организации промышленного производства и Межрегиональная ассоциация «Сибирское соглашение». Позиционирует себя «правопреемником» издававшегося с 1963 г. журнала «Известия СО АН СССР, серия общественных наук».  Основная специализация — освещение российской региональной социально-экономической политики (экономика региона и региональная экономическая социология). Является ведущим научным экономическим изданием России, отражающим влияние новых реалий на территориальное развитие.
Основные тематические рубрики журнала:
- Теоретические проблемы региональной экономики;
- Региональная политика и экономические проблемы федерализма;
- Экономические проблемы развития регионов России;
- Региональное развитие и международное сотрудничество;
- Перспективы социально-экономического развития Сибири;
- Социальные проблемы регионального развития;
- Научная жизнь;
- и др.

Периодичность выхода журнала: 4 номера в год. Журнал не поступает в розничную сеть, а распространяется только по подписке. Имеет электронный архив статей. Журнал рецензируемый и  включен в перечень ВАК. Совместно с журналами «Известия РАН. Серия географическая» и «Известия Русского географического общества» выпускает дайджест статей из журнала на английском языке «Regional Research of Russia». Занимает 19 место в рейтинге SCIENCE INDEX за 2014 год по тематике "Экономика. Экономические науки".
С 1993 г. по настоящее время главным редактором издания является д.э.н. В.Е. Селиверстов, он же является заместителем главного редактора английской версии журнала журнала «Regional Research of Russia». В редколлегию входят известные российские и зарубежные экономисты: В. И. Суслов, Н. Д. Вавилина, В. М. Геец, В. В. Кулешов, О. Д. Куценко, П. А. Минакир, Б. Г. Санеев, А. И. Татаркин и др. Двухлетний импакт-фактор журнала в 2013 году составил 1,086, пятилетний - 0,913.